# Agathispa dimidiata
Agathispa dimidiata is een keversoort uit de familie bladkevers (Chrysomelidae). De wetenschappelijke naam van de soort werd in 1808 gepubliceerd door Guillaume-Antoine Olivier.